# Симонов, Алексей Иосифович
Алексе́й Ио́сифович Си́монов (1917—1953) — полный кавалер Ордена Славы, участник Великой Отечественной войны, командир расчёта 45-мм пушки 172-го гвардейского стрелкового полка, гвардии старший сержант.

## Биография
Алексей Иосифович Симонов родился в 1917 году в городе Юзовка (ныне город Донецк, Украина) в семье рабочего. Русский. До службы в армии окончил 6 классов, работал на шахте. В РККА — с мая 1942 года. На фронте — с июня 1942 года.
Командир расчёта 45-мм пушки 172-го гвардейского стрелкового полка (57-я гвардейская стрелковая дивизия, 8-я гвардейская армия) гвардии сержант Симонов А. И. с расчётом с 10 по 15 мая 1944 года, в боях на Заднестровском плацдарме (14 км юго-восточнее города Дубоссары, Молдавия), при отражении атак противника, подавил 5 огневых точек, истребил свыше взвода живой силы, чем содействовал удержанию занимаемого рубежа. 20 мая 1944 года награждён Орденом Славы 3-й степени.
В боях за населённый пункт Мезеритц (ныне Мендзыжеч, Польша), в январе 1945 года гвардии старший сержант Симонов А. И., во главе расчёта, огнём из орудия поразил 6 вражеских огневых точек, 5 автомашин, подавил 2 пушки, уничтожил свыше отделения пехоты. 21 февраля 1945 года награждён Орденом Славы 2-й степени.
10 февраля 1945 года, во время прорыва обороны противника, в 9 км юго-западнее города Кюстрин (ныне Костшин-над-Одрой, Польша) гвардии старший сержант Симонов А. И. с бойцами, находясь в боевых порядках пехоты, подавил 7 пулеметов. С 18 на 19 апреля 1945 года, в боях за овладение Зеловскими высотами и городом Зелов, выкатив орудие на прямую наводку, подавил 5 огневых точек, подбил бронетранспортер, уничтожил много пехотинцев. Когда вражеские автоматчики прорвались к огневой позиции орудия, огнём из автомата истребил нескольких гитлеровцев. 15 мая 1946 года награждён Орденом Славы 1-й степени.
В 1945 Алексей Иосифович Симонов демобилизован. Вернулся на родину. Работал в совхозе. 
Скончался 29 мая 1953 года. Похоронен в городе Донецке.

## Награды
- Орден Славы I степени. Указ Президиума Верховного Совета СССР от 15 мая 1946 года.
- Орден Славы II степени (№ 11804). Приказ Военного совета 8 гвардейской армии № 488/н от 21 февраля 1945 года.
- Орден Славы III степени (№ 65227). Приказ командира 57 гвардейской стрелковой дивизии № 056 от 20 мая 1944 года.
- Медаль «За отвагу».Приказ командира 172 гвардейского стрелкового полка № 026/н от 18 октября 1943 года.
- Медаль «За победу над Германией в Великой Отечественной войне 1941—1945 гг.». Указ Президиума Верховного Совета СССР от 9 мая 1945 года.
- Медаль «За взятие Берлина».Указ Президиума Верховного Совета СССР от 9 июня 1945 года.